# Pomnik Marii Konopnickiej w Warszawie
Pomnik Marii Konopnickiej – pomnik Marii Konopnickiej znajdujący się w Warszawie, w północno-zachodniej części Ogrodu Saskiego, odsłonięty w 1966.

## Opis
Inicjatorami wniesienia pomnika Marii Konopnickiej były dzieci ze Szkoły Podstawowej nr 11 w Kaliszu, których apel w tej sprawie ukazał się na łamach dwutygodnika „Płomyczek”. Po tym apelu napłynęły składki od dzieci z całej Polski. Zebrano ok. 600 tys. zł.
Rozpisany w 1963 zamknięty konkurs na projekt rzeźby wygrał Stanisław Kulon. Przedstawia ona siedzącą postać pisarki na niskim cokole. Pomnik został odsłonięty 22 maja 1966, w przeddzień 124. rocznicy jej urodzin. 
Na cokole widnieje napis Marii Konopnickiej – dzieci. Z prawej strony umieszczono napis Odsłonięty 22 maja 1966 roku, a z lewej Pomnik ufundowany ze składek dzieci staraniem redakcji „Płomyczka” i Towarzystwa im. Marii Konopnickiej.
Monument został wykonany ze sjenitu. 
Za pomnik Stanisław Kulon otrzymał Złotą Honorową Odznakę „Za Zasługi dla Warszawy”.